# Jaela Cole
Jaela Cole (Antwerpen, 28 december 1973) is een Belgische actrice, theatermaakster en schrijfster.
Haar bekendste rol is die van Tinneke in Slisse & Cesar (1996-1999), een tv-reeks op VTM. Ze speelde een van de hoofdrollen en heeft gedurende heel de serie meegespeeld. Tinneke is de oudste dochter van het gezin Slisse.
Ze speelde gastrollen in Trammelant (Hélène, 2000), Any Way the Wind Blows (krantenverkoopster, osteopaatsvrouw, journaliste, bruid), Sprookjes (2004), Het Geslacht De Pauw (journaliste, 2005), Kinderen van Dewindt (Tania, 2005), Exit (Deborah, 2005), Practical Pistol Shooting (Muriel, 2006), Windkracht 10: Koksijde Rescue (Yvonne, 2006), Flikken, (Ingrid Chabot, 2008), Vermist (aflevering Baby Alisha, 2008) Zone Stad (Emma Diels, 2008) en Familie (televisieserie) (Agnes Moelaert (gastpersonage, niet de zus van Mathias in familie), 2014). Hiernaast speelde en schreef ze diverse theaterrollen. 
Ze schreef en regisseerde haar eerste voorstelling Willy Wrat (7+) in samenwerking met De Studio/Villanella. Met Inge Paulussen, Tina Maerevoet, Els Béatse, Adriaan Severins.
In 2020 kwam haar debuutroman Samen duizelen we uit. Uitgeverij Horizon.
Ze schreef gastcolumns voor Libelle, De Morgen en De Mening voor de Standaard.